# Akela

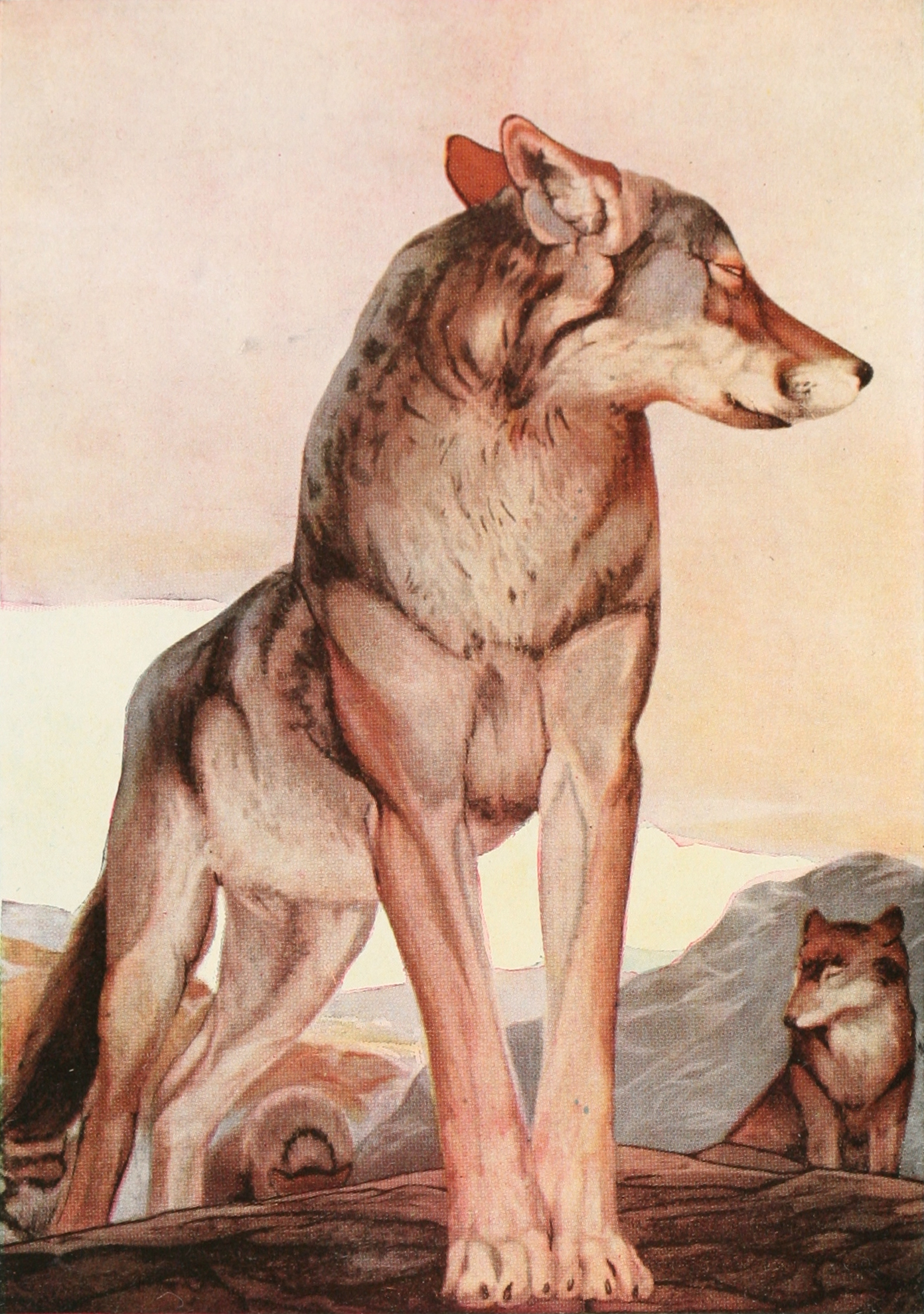
Représentation d’Akela sur le frontispice de The Two Jungle Books, publié en 1895.

Akela (occasionnellement appelé Loup Solitaire ou Grand Loup) est un personnage de fiction créé par Rudyard Kipling dans Le Livre de la jungle et Le Second Livre de la jungle. Il s'agit d'un loup des Indes, chef des loups du clan de Seeonee et président de leur « rocher du conseil ». C'est à l'un de ces conseils que le clan adopte l'enfant d'homme Mowgli comme l'un des siens, et Akela deviendra l'un de ses mentors.

## Description
Akela veut dire « solitaire » en hindi, ourdou et pendjabi. Kipling l'appelle aussi le loup solitaire :

« Akela, le grand loup gris solitaire, que sa vigueur et sa finesse avaient mis à la tête du Clan, était étendu de toute sa longueur sur sa pierre ; un peu plus bas que lui se tenaient assis plus de quarante loups de toutes tailles et de toutes robes, depuis les vétérans, couleur de blaireau, qui pouvaient, à eux seuls, se tirer d'affaire avec un daim, jusqu'aux jeunes loups noirs de trois ans, qui s'en croyaient capables. Le Solitaire était à leur tête depuis un an maintenant. Au temps de sa jeunesse, il était tombé deux fois dans un piège à loups, et une autre fois on l'avait assommé et laissé pour mort ; aussi connaissait-il les us et coutumes des hommes. »

— Rudyard Kipling, Le livre de la jungle
Rudyard Kipling dépeint Akela comme un gentleman anglais et notamment dans ses multiples références tel un héros menant le groupe, ici la meute. Il est grand et gris et mène le peloton en raison de sa force et de sa ruse.

## Histoire d'Akela
Neuf ou dix ans après l'adoption de Mowgli par le clan, son ennemi Shere Khan le tigre, avec l'aide de quelques jeunes loups qu'il a persuadés de le suivre, projette de prendre la place de Mowgli. Un loup trop vieux pour chasser est traditionnellement exilé ou tué par son clan. Akela est alors loin d'être décrépi, mais les jeunes loups le mettent face à un jeune cerf mâle en bonne santé sachant qu'il ne sera pas en mesure de le rattraper.
Lorsque le conseil se réunit Mowgli défend Akela avec une branche enflammée et fait fuir Shere Khan et les loups qui sont de son côté.

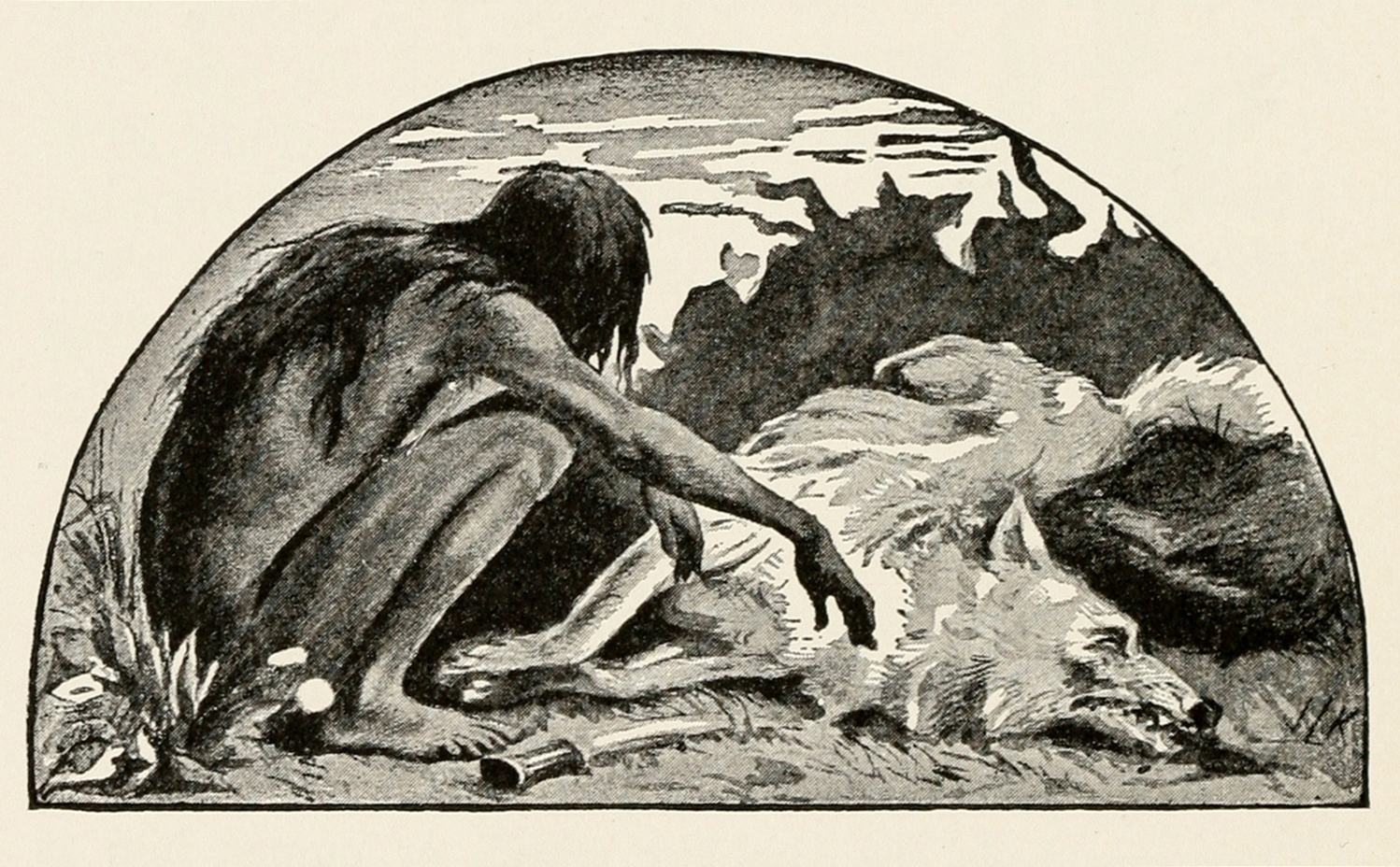
La mort d'Akela après la bataille contre les dholes (page 280 de l'édition de 1895 de The Two Jungle Books de Rudyard Kipling)

Après le départ de Shere Khan, les loups restant supplient Akela de rester mais il refuse de conserver sa place de chef de meute et décide de chasser seul. Phao devient le nouveau chef du clan de Seonee et Mowgli retourne au village des hommes pour un certain temps… Durant cette période Akela aide Mowgli à tuer Shere Khan avec les buffles du village des hommes.
Quelques années plus tard, après que Mowgli a été rejeté du village des hommes et face à la menace des chiens rouges (ou dholes) Akela se joint à eux pour la bataille et combat jusqu'à la mort. Il meurt seul avec Mowgli. Cet épisode de la mort d'Akela est décisif dans la décision de Mowgli de retourner dans la société des hommes à l'âge de 17 ans.

## Disney
Dans la première adaptation du livre de la jungle par Disney, Akela, interprété par John Abbott dans la version américaine et Henry Djanik dans la version française, n'a qu'un rôle mineur au début de l'histoire. Sachant que le clan n'est pas assez fort pour lutter contre Shere Khan, il décide avec le conseil d’envoyer Mowgli au loin avec Bagheera qui est volontaire pour l'accompagner jusqu'au village des hommes.
Dans le film Le Livre de la jungle de 2016, réalisé par Jon Favreau, Akela, interprété par Giancarlo Esposito, semble plus jeune que dans le livre. Il ne se fait pas tuer par les chiens rouges, mais par Shere Khan qui le projette d'une falaise, l'envoyant à la mort. En effet Shere Khan est en rage du fait que les loups aient laissé Mowgli partir chez les hommes.
Akela jeune apparaît aussi avec son amie, Leia, dans un épisode de la série dérivée Le Livre de la jungle, souvenirs d'enfance qui raconte la vie des personnages dans leur jeunesse. Dans cet épisode, Akela et Leia fuient leur clan car le chef de meute veut Leia pour lui, forçant les deux jeunes loups à se retirer dans le vieux temple qui sert de refuge au groupe « cubhouse ». Malgré l'objection initiale de Shere Khan, leurs jeunes amis décident d'aider Akela et Leia et d'emmener le reste de leur ancien clan au loin. À la fin de l'épisode Akela et Leia deviennent parents d'une portée de petits loups et les « cub » leurs parrains. Malgré leurs proximités évidentes des « cub » dans cet épisode, ils ne reparaissent dans aucun autre.
Akela possède un plus grand rôle dans The Jungle Book: Mowgli's Story (interprêté par Clancy Brown dans la version originale). Dans cette adaptation, il est le père adoptif de Mowgli et le compagnon de Raksha.

## Autre adaptation
Akela est aussi un personnage majeur du dessin animé japonais Shonen Mogili. Il est alors le chef du clan qui passe son pouvoir à Alexandre puis le reprendra après la mort de ce dernier.
Akela est aussi un serveur Minitel des années 1980-1990 où des passionnés de jeux de rôles se réunissaient.

## Scoutisme
Lord Baden-Powell a beaucoup utilisé l'histoire de Mowgli et de Rudyard Kipling dans la pédagogie scoute, Akela est le surnom donné au chef de meute (la branche louvetisme se situe entre 8 et 12 ans). Par ailleurs, les jeunes scouts reprennent souvent dans leurs réunions « Akela, we will do our best » (Akela, nous ferons de notre mieux).